# Nowthen
Nowthen est une ville américaine située dans le Comté d'Anoka, dans le Minnesota. Selon le recensement de 2010, sa population est de 4 443 habitants.